# Movimento ex-gay
O movimento ex-gay é um termo utilizado por pessoas e/ou organizações que propõem ser possível eliminar os desejos homossexuais e desenvolver desejos heterossexuais em pessoas que estão em conflito em relação a sua atração pelo mesmo sexo ou que tentam se abster de praticar relações com indivíduos do mesmo sexo. O termo também é usado para descrever pessoas que eram consideradas como homossexuais ou bissexuais, mas que já não consideram essa a sua identidade atual. Quando o termo foi introduzido na literatura profissional, em 1980, E. Mansell Pattison definiu como descrever uma pessoa que "passou por uma mudança de base na orientação sexual."

## Recursos
Terapias de conversão para pessoas que desejam mudar de orientação sexual tem sido associada ao movimento.
Algumas pessoas dizem que não são mais gays desde que se tornaram cristãos, sem ir à terapia de reorientação sexual. Eles enfatizam a importância do amor para os gays, mas acreditam que têm o direito de compartilhar suas histórias de ex-gays.

## História
A primeira organização ex-gay, Love In Action, foi fundada em 1973 nos Estados Unidos. Em 1976, seus membros fundaram a Exodus International, uma organização cristã evangélica nos Estados Unidos e em vários países ao redor do mundo. Também nos Estados Unidos, outras associações independentes, como Evergreeen International foi fundada para Mórmons, Homossexuais Anônimos, Pessoas Podem Mudar. A organização católica Courage International foi fundada em 1980.
Outro exemplo é a Associação Nacional de Pesquisa e Terapia da Homossexualidade (NARTH - sigla em inglês), uma organização sem fins lucrativos dos Estados Unidos que se define como uma "organização científica profissional que oferece esperança para aqueles que lutam com uma homossexualidade indesejada." A associação oferece terapia de reorientação sexual e outros procedimentos que se propõem a mudar a orientação sexual de indivíduos homossexuais que não estão satisfeitos com a sua condição. Segundo seu website, a NARTH defende os direitos das pessoas com atração homossexual indesejada de receber atendimento psicológico eficaz, bem como o direito de profissionais em oferecer esse atendimento. A entidade não se considera uma organização antigay. Também não se considera religiosa, apesar de NARTH frequentemente fazer parcerias com grupos religiosos. O People Can Change (Pessoas Podem Mudar) é outro grupo que diz fornecer material de apoio àqueles que estão insatisfeitos com os desejos por pessoas do mesmo sexo.
Nos Estados Unidos, um dos exemplos mais citados é o de Michael Glatze, um dos fundadores da revista Young Gay America, que afirma ter mudado a sua orientação sexual. Segundo uma declaração de Glatze, sua transformação se deu através de sua conversão ao cristianismo.
No Brasil, alguns movimentos pára-eclesiásticos, ou seja, criados para servirem às igrejas, mas geralmente sem bandeira denominacional, também têm promovido a ideia de que a homossexualidade é uma característica mutável. Alguns exemplos são o Exodus, o Grupo de Amigos (GA), o Ministério Deus se Importa, o Movimento Pela Sexualidade Sadia (MOSES), entre outros grupos brasileiros que propõem ser possível reverter o comportamento homossexual.

## Críticas
Muitas organizações de saúde mental afirmam que ser homossexual ou bissexual é compatível com uma saúde mental e um ajustamento social completamente normais. Devido a isso, as principais organizações de saúde mental profissional não incentivam que as pessoas tentem alterar a sua orientação sexual de homossexual para heterossexual e avisam que a tentativa de fazer isso pode ser prejudicial. Durante audiências sobre a Lei de Defesa do Matrimônio em 23 de fevereiro de 2011, o procurador-geral dos Estados Unidos escreveu ao presidente da Câmara dos Representantes indicando que há um crescente consenso científico de que a orientação sexual é uma característica imutável.
Em 2012, o presidente da Exodus International, a maior organização de ex-gays, disse que não havia tratamento para a homossexualidade e que a terapia de reorientação oferecia apenas falsas esperanças e poderia ser prejudicial. Dissolveu-se em 19 de junho 2013 após o voto unânime dos membros de seu conselho de administração, por meio de um comunicado que anunciou o fim de suas atividades e se desculpou pelos danos que causou ao longo de 37 anos à LGBT  pessoas.

No Brasil, Sergio Viula, um dos fundadores do Movimento Pela Sexualidade Sadia (MOSES), grupo brasileiro que propõe ser possível reverter o comportamento homossexual, e ex-pastor batista, concedeu uma entrevista à revista Época afirmando que os movimentos que prometem uma reversão da orientação sexual de uma pessoa são falsos e que tais tratamentos não funcionam. Depois de romper com o MOSES, Viula divorciou-se da esposa e assumiu a sua homossexualidade.
Outro exemplo de oposição dentro dos próprios grupos de ex-gay aconteceu em 2007, quando o co-fundador, Michael Bussee, e outros ex-líderes da organização de ex-gays Exodus Internacional, grupo cristão que promove reversões de homossexuais (ver acima), emitiram um pedido de desculpas público e formal por seu trabalho como líderes ex-gays e os danos que causaram aos que tentaram ajudar. Em 2010, Busse afirmou: "Eu nunca vi um de nossos membros ou outros líderes da Exodus se tornarem heterossexuais, então no fundo eu sabia que não era verdade." Wayne Besen, um americano que também foi um dos líderes da Exodus por cerca de oito anos, saiu da entidade, tornou-se um militante na luta contra tratamentos de reversão sexual, assumiu a sua homossexualidade e casou-de com um homem, sendo um dos mais proeminentes exemplos atuais de ex-ex-gay.
Entre a comunidade científica há um consenso cada vez maior de que orientação sexual humana é uma característica que não pode ser alterada e de que a homossexualidade e a bissexualidade são atributos normais e saudáveis, assim como a heterossexualidade.

### Terapia de reorientação sexual
Algumas entidades ex-gay, como a Exodus International recomendam aos seus membros que se comprometam em esforços de mudança da orientação sexual através da terapia de conversão. No entanto, a Exodus adverte contra conselheiros que dizem ao paciente que ele "pode eliminar definitivamente todas as atrações pelo mesmo gênero ou que pode adquirir definitivamente atrações heteroeróticas." A Evergreen International não defende qualquer forma específica de terapia e adverte que "a terapia provavelmente não será uma cura no sentido de apagar todos os sentimentos homossexuais."
Muitas organizações de saúde mental adotaram declarações políticas advertindo profissionais e o público sobre os perigos de tratamentos que se propõem a mudar a orientação sexual de um indivíduo. Estas incluem a Associação Americana de Psiquiatria, Associação Americana de Psicologia, Associação Nacional dos Trabalhadores Sociais dos Estados Unidos, Associação Americana de Aconselhamento, o Royal College of Psychiatrists, Sociedade Australiana de Psicologia e o Conselho Federal de Psicologia do Brasil. A Associação Americana de Psicologia e o Royal College of Psychiatrists expressaram que as posições defendidas por grupos como a NARTH não são apoiadas pela ciência e criam um ambiente no qual o preconceito e a discriminação podem florescer.
O terapeuta e professor de psicologia clínica da Universidade de Basileia, na Suíça, Udo Rauchfleisch, afirma que a verdadeira orientação sexual da pessoa, com seus sentimentos entrelaçados, com suas fantasias eróticas e sexuais, assim como com suas preferências sociais, não permitem modificação.

### Controvérsias em relação a adolescentes
Um aspecto controverso do movimento ex-gay tem sido o foco de algumas dessas organizações em adolescentes, incluindo ocasiões onde os jovens foram obrigados a comparecer a campos ex-gay por seus pais. Um relatório de 2006 publicado pelo Grupo de Trabalho Nacional Gay descreveu evidências de que algumas organizações ex-gay e grupos de terapia de conversão estavam, na época, cada vez mais com focados em crianças.
A organização ex-gay Love in Action esteve envolvida em uma polêmica em torno de um adolescente. Em julho de 2005, o The New York Times publicou uma reportagem especial sobre Zachary Stark, um garoto de 16 anos de idade cujos pais o forçaram a participar de um acampamento de ex-gay mantido pela entidade. Em julho de 2005, Stark foi internado no campo. Uma investigação do local pelo Departamento de Serviços Infantis do Tennessee não revelou sinais de abuso infantil.